# Capricho 43
Capricho 43 é o terceiro romance de Carlos Vaz, publicado em 2007, que faz parte da Trilogia da Experiência. Os outros dois romances da trilogia são: Seres de Rã e A Casa de Al'isse. Esta obra foi distinguida pela crítica com o importante Prémio Literário António Paulouro.

## Enredo
Capricho 43 é essencialmente uma obra de ficção de viagem pelo rio Letes, o rio do esquecimento, numa espécie de barco, que é um tanque de cimento, cuja tripulação procura ilhas de encontro, o encontro com a ciência, através das experiências pensadas de Isaac Newton, e o encontro com a arte, mais propriamente a pintura, com o conjunto de desenhos intitulados por Goya de Los Caprichos. Tudo isto narrado sempre num corpo de crescimento e de interrogação quase infantil do estranho homem-que-separa-as-águas e a sua Mãe.

## Características

### O género literário
É difícil de situar esta obra numa corrente literária, mas segundo alguns críticos, a mesma comporta várias características que nos possibilitam situá-la no neobarroco literário contemporâneo.

### O foco narrativo
A narrativa é em terceira pessoa e o narrador é omnisciente e omnipresente.

### O tempo
Dificilmente poderemos situar o tempo, uma vez que o autor demonstra a intenção de escrever para o futuro, daí encontrarmos muitas vezes verbos e acções passadas no futuro da própria história.

### O espaço
Uma viagem num tanque de lavar a roupa feito em cimento pelo mitológico rio Letes.

### As personagens
A personagem principal: o homem-que-separa-as-águas.
As personagens secundárias: a figura da Mãe; F. Goya; Isaac Newton; Janus.
Ainda podemos distinguir as personagens da seguinte forma:
As figuras ditas reais: Goya (Arte) e Isaac (Ciência).
As figuras ficcionais: o homem-que-separa-as-águas; a Mãe.
As figuras mitológicas; Letes e Janus.